# ویل ساسو
ویل ساسو (به انگلیسی: Will Sasso) (زاده ۲۴ می ۱۹۷۵) بازیگر کانادایی است.
از فیلم‌های معروف او می‌توان به بازی در فیلم محض رضای مسیح، سه کله‌پوک، آخر خوشگل‌ها، زن آمریکایی، مغز زنانه و سرسخت اشاره کرد.